# Marie Helena Knajblová
Marie Helena Knajblová (25. dubna 1888 Nová Ves u Litovle - 13. února 1961, Jiřetín) byla česká učitelka a řeholnice, představená bruntálského domu Milosrdných sester Panny Marie Jeruzalémské a oběť komunistického teroru. V roce 1951 byla zatčena, mučením přinucena k přiznání se k protistátní činnosti a ve vykonstruovaném procesu v únoru 1952 odsouzena k 10 letům vězení (v té době jí již bylo 64 let). Kruté věznění, mučení a odpírání lékařské péče jí zcela zničilo zdraví. Krátce po propuštění zemřela v Jiřetíně.